# Georgius Jacobus Johannes van Os
Georgius Jacobus Johannes van Os (La Haia, 20 de novembre de 1782 – París, 11 de juliol de 1861) fou un pintor neerlandès.

## Biografia
Georgius Jacobus Johannes van Os va ser fill i alumne del pintor de flors Jan van Os i germà dels pintors Pieter van Os and Maria Margaretha van Os (1779 – 1862). El 1809 va guanyar el primer premi de la societat d'artistes Felix Meritis d'Amsterdam gràcies a una natura morta, un gènere en el que s'especialitzaria més tard. El 1812 Van Os es va convertir en Cavaller de l'Orde del Lleó Neerlandès. Des de 1816 a 1820 treballà Amsterdam i el 1822 es traslladà a París on treballà per la fàbrica de porcellana de Sèvres.
Van Os va pintar paisatges, però va ser, com el seu pare, més conegut com a pintor de flors. Començant durant la dècada del 1830 va passar els estius a Haarlem, va on continuar treballant en il·lustracions de flors per Flora Batava, editat per Jan Kops.
No s'ha de confondre amb el fill del seu germà Pieter, també pintor, anomenat Georgius Jacobus Johannes van Os, però que visqué entre 1805 i 1841 i continuà la tradició de pintura familiar.